# Fullmetal Alchemist: Conqueror of Shambala
Fullmetal Alchemist: Conqueror of Shambala (jap. 劇場版「鋼の錬金術師　シャンバラを征く者」 Gekijōban Hagane no Renkinjutsushi Shanbara o yuku mono) – film pełnometrażowy będący kontynuacją anime Fullmetal Alchemist z 2003 roku.

## Opis fabuły
Edward Elric próbując ratować brata, trafia na Ziemię, jednak bezustannie jest trapiony przez pytanie, czy udało mu się przywrócić Alphonse'a do życia. Z tego powodu poszukuje drogi powrotu do swojego świata. Tymczasem, po drugiej stronie Bramy, Alphonse uczy się alchemii, by móc ponownie spotkać się z bratem. W tym samym czasie dzieją się wydarzenia związane z puczem monachijskim, w którym tajemnicza organizacja związana z NSDAP – Towarzystwo Thule chce wykorzystać rzekomą moc ukrytą w Amestris, które uważają za mityczną Shambalę.

## Obsada
Lista postaci:
- Edward Elric – Romi Paku
- Alphonse Elric – Rie Kugimiya
- Alfons Heiderich – Shun Oguri
- Wrath – Nana Mizuki
- Envy – Mayumi Yamaguchi
- Gluttony – Yasuhiro Takato
- Dietlinde Eckart – Kazuko Kato
- Karl Haushofer – Masane Tsukayama
- Rudolf Hess – Rikiya Koyama
- Erik Jan Hannusen – Toshio Furukawa
- Noa – Miyuu Sawai
- Fritz Lang (Mabuse) – Hidekatsu Shibata
- Winry Rockbell – Megumi Toyoguchi
- Pinako Rockbell – Miyoko Asou
- Roy Mustang – Toru Ookawa
- Riza Hawkeye – Michiko Neya
- Luis Alex Armstrong – Kenji Utsumi
- Van Hohenheim – Masashi Ebara
- Maes Hughes – Keiji Fujiwara
- Gracia Hughes – Kotono Mitsuishi
- Rose Tomas – Houko Kuwashima

## Ścieżka dźwiękowa
Ścieżkę dźwiękową filmu wydano na płycie CD 20 lipca 2005 roku.
| Theatrical Feature Fullmetal Alchemist The Conqueror of Shambala - Original Soundtrack | Theatrical Feature Fullmetal Alchemist The Conqueror of Shambala - Original Soundtrack | Theatrical Feature Fullmetal Alchemist The Conqueror of Shambala - Original Soundtrack |
| Nr                                                                                     | Tytuł utworu                                                                           | Długość                                                                                |
| -------------------------------------------------------------------------------------- | -------------------------------------------------------------------------------------- | -------------------------------------------------------------------------------------- |
| 1.                                                                                     | „„Scientist of the Alchemic World””                                                    |                                                                                        |
| 2.                                                                                     | „„Fullmetal Alchemist””                                                                |                                                                                        |
| 3.                                                                                     | „„Weapon of Mass Destruction””                                                         |                                                                                        |
| 4.                                                                                     | „„Castle of Science Goes Kablooey””                                                    |                                                                                        |
| 5.                                                                                     | „„Sibyl””                                                                              |                                                                                        |
| 6.                                                                                     | „„KELAS (LET`S-DANCE)””                                                                |                                                                                        |
| 7.                                                                                     | „„Creeper in the Shadow of Time””                                                      |                                                                                        |
| 8.                                                                                     | „„Darkness Looms Upon Her””                                                            |                                                                                        |
| 9.                                                                                     | „„Automated Right Arm””                                                                |                                                                                        |
| 10.                                                                                    | „„Burden of Her Past””                                                                 |                                                                                        |
| 11.                                                                                    | „„Her Dream””                                                                          |                                                                                        |
| 12.                                                                                    | „„Vanishing Existence””                                                                |                                                                                        |
| 13.                                                                                    | „„Thule Society””                                                                      |                                                                                        |
| 14.                                                                                    | „„Seeking a New Thrill””                                                               |                                                                                        |
| 15.                                                                                    | „„Dragon-Unlocker of the Gate””                                                        |                                                                                        |
| 16.                                                                                    | „„Road to Shamballa””                                                                  |                                                                                        |
| 17.                                                                                    | „„The Alchemic World-Two Years Thereafter””                                            |                                                                                        |
| 18.                                                                                    | „„Citizen of the World””                                                               |                                                                                        |
| 19.                                                                                    | „„Stranger from Another World-The Young Alchemist””                                    |                                                                                        |
| 20.                                                                                    | „„Beyond the Light......!””                                                            |                                                                                        |
| 21.                                                                                    | „„Search for the Professor””                                                           |                                                                                        |
| 22.                                                                                    | „„The Incomplete Alchemic Circle””                                                     |                                                                                        |
| 23.                                                                                    | „„Dietlinde Eckart””                                                                   |                                                                                        |
| 24.                                                                                    | „„A Temporary Reunion””                                                                |                                                                                        |
| 25.                                                                                    | „„Harmonized Feelings””                                                                |                                                                                        |
| 26.                                                                                    | „„Parallel World-Another Self in an Alternative World””                                |                                                                                        |
| 27.                                                                                    | „„The Lord of Shamballa Shall Reign Over the World””                                   |                                                                                        |
| 28.                                                                                    | „„Shadows Surrounding Her””                                                            |                                                                                        |
| 29.                                                                                    | „„Soul Slides Away””                                                                   |                                                                                        |
| 30.                                                                                    | „„To the Vanished City””                                                               |                                                                                        |
| 31.                                                                                    | „„Shadows Swallow Her””                                                                |                                                                                        |
| 32.                                                                                    | „„Other Side of the Gate-Shamballa””                                                   |                                                                                        |
| 33.                                                                                    | „„Overture of Destiny””                                                                |                                                                                        |
| 34.                                                                                    | „„Evanescence””                                                                        |                                                                                        |
| 35.                                                                                    | „„When the Gate of Destiny is Revealed””                                               |                                                                                        |
| 36.                                                                                    | „„Beyond the Gate-Conqueror of Shamballa””                                             |                                                                                        |
| 37.                                                                                    | „„Reunion-Dear Beloved Place””                                                         |                                                                                        |
| 38.                                                                                    | „„Invasion of the Intruders””                                                          |                                                                                        |
| 39.                                                                                    | „„Guardian of the Motherland””                                                         |                                                                                        |
| 40.                                                                                    | „„Destruction of Shangri-La””                                                          |                                                                                        |
| 41.                                                                                    | „„Guardian of the World””                                                              |                                                                                        |
| 42.                                                                                    | „„Reason of War””                                                                      |                                                                                        |
| 43.                                                                                    | „„Sad Resolution-Separation””                                                          |                                                                                        |
| 44.                                                                                    | „„Unceasing Lunacy””                                                                   |                                                                                        |
| 45.                                                                                    | „„Requiem””                                                                            |                                                                                        |
| 46.                                                                                    | „„KELAS (LET`S-DANCE) [instrumental version]””                                         |                                                                                        |

## Nagrody i wyróżnienia
- Tokyo Anime Award – animacja roku i najlepsza muzyka (2006)[4]
- Nagrody filmowe Mainichi – animacja roku (2005)[5]
- American Anime Awards – nominacja (2006)[6]